# Impulse (Zeitschrift)
Impulse ist ein Netzwerk für Unternehmerinnen und Unternehmer mit Sitz in Hamburg. Impulse gibt eine monatliche Zeitschrift heraus, bietet Fortbildungen und Netzwerkveranstaltungen an.

## Geschichte
Impulse startete als Zeitschrift. Die erste Ausgabe erschien 1980 beim Verlag Gruner + Jahr. Das Konzept stammte von Johannes Gross, der anschließend Herausgeber der Zeitschrift war.
Die Redaktion von Impulse hatte ihren Sitz in Köln, bevor Gruner + Jahr zum 1. März 2009 die Redaktionen von Impulse, Capital, Financial Times Deutschland und Börse Online zu einer Gemeinschaftsredaktion mit Sitz in Hamburg zusammenlegte. Nach der Einstellung der Financial Times Deutschland im Dezember 2012 löste Gruner + Jahr die Gemeinschaftsredaktion in Hamburg auf und verkaufte im Januar 2013 Impulse im Rahmen eines Management-Buy-outs an den Chefredakteur Nikolaus Förster und den Unternehmer Dirk Möhrle. Das daraus entstandene Unternehmen ist die Impulse Medien GmbH.

## Chefredakteure
- 1980–1984: Wolfram Baentsch, Rolf Düser und Egon F. Freiheit
- 1984–1993: Rolf Düser
- 1993–1995: Roland Tichy
- 1996–1997: Wolfram Baentsch
- 1998–2001: Thomas Voigt
- 2001–2002: Thomas Licher und Thomas Voigt
- 2002–2003: Thomas Voigt
- 2004–2006: Klaus Schweinsberg
- 2006–2008: Gerd Kühlhorn
- 2008–2009: Ursula Weidenfeld
- 2009–2017: Nikolaus Förster
- 2018–2019: Antonia Götsch
- seit 2020: Nicole Basel

## Neue Strategie nach Management Buy-Out
Im Frühjahr 2019 wurde die verkaufte Auflage durch den Verzicht auf verbilligte Abonnements, Bordexemplare, Lesezirkel-Exemplare und sonstige Verkäufe deutlich reduziert, die in der Medienbranche oft genutzt werden, um die Auflage aufzubauschen[5]
Die reduzierte Auflage ist Teil der Strategie, aus dem Magazin ein Netzwerk zu machen. So ist das Magazin heute nicht mehr frei am Kiosk erhältlich, es wird ausschließlich an die gut 4000 Mitglieder des Netzwerkes verschickt. Sie erhalten neben redaktionellen Inhalten Zugang zu einem Forum und Veranstaltungen. Seit Anfang 2022 muss man sich für die Aufnahme ins Netzwerk bewerben. Aufgenommen werden nur Unternehmerinnen und Unternehmer, die Angestellte beschäftigen, keine Soloselbstständigen.
Nur die Kompakt-Ausgaben mit verschiedenen Themenschwerpunkten sind zweimal im Jahr im Bahnhofsbuchhandel erhältlich.
Der Umsatz von Impulse lag 2023 bei vier Millionen Euro, das Ergebnis vor Steuern im Geschäftsjahr 2023 bei 6.380 Euro, nach Steuern bei 510 Euro.
| 1998   | 1999   | 2000   | 2001   | 2002   | 2003   | 2004   | 2005   | 2006   | 2007   | 2008   | 2009   | 2010   | 2011  | 2012  | 2013  | 2014  | 2015  | 2016  | 2017  | 2018  | 2019 | 2020 | 2021 | 2022 | 2023 | 2024 |
| ------ | ------ | ------ | ------ | ------ | ------ | ------ | ------ | ------ | ------ | ------ | ------ | ------ | ----- | ----- | ----- | ----- | ----- | ----- | ----- | ----- | ---- | ---- | ---- | ---- | ---- | ---- |
| 145715 | 151593 | 141556 | 145063 | 141430 | 133735 | 135128 | 135857 | 130994 | 121225 | 123771 | 112539 | 101770 | 82402 | 76027 | 72474 | 73670 | 72246 | 73843 | 73624 | 74556 | 9793 | 7712 | 6594 | 5092 | 4104 | 3330 |

| 1998  | 1999  | 2000  | 2001  | 2002  | 2003  | 2004  | 2005  | 2006  | 2007  | 2008  | 2009  | 2010  | 2011  | 2012  | 2013  | 2014  | 2015  | 2016  | 2017  | 2018  | 2019 | 2020 | 2021 | 2022 | 2023 | 2024 |
| ----- | ----- | ----- | ----- | ----- | ----- | ----- | ----- | ----- | ----- | ----- | ----- | ----- | ----- | ----- | ----- | ----- | ----- | ----- | ----- | ----- | ---- | ---- | ---- | ---- | ---- | ---- |
| 94098 | 97832 | 93569 | 85662 | 80384 | 80873 | 78671 | 80240 | 72647 | 61348 | 56107 | 50723 | 48616 | 49458 | 41992 | 50777 | 48766 | 45629 | 37925 | 34771 | 33487 | 9190 | 7712 | 6594 | 5092 | 4104 | 3330 |